# Elisabeth Jordán
Elisabeth Jordán Cañavate (Cartagena, Murcia; 26 de agosto de 1983) es una cantante y actriz española.

## Biografía
Su carrera musical dio comienzo gracias al programa de Telecinco "Popstars: Todo por un sueño" en 2002. Su impecable directo y sus habilidades innatas para el baile la convirtieron en una de las ganadoras del concurso. Durante un año y medio, Elisabeth formó parte del quinteto Bellepop junto al resto de ganadoras del concurso. 
Tras la disolución de Bellepop, Elisabeth comenzó a hacer audiciones y trabajar en nuevos proyectos. Al inicio de 2005, se anunció su incorporación a la sexta temporada de la exitosa serie de televisión de Antena 3 “Un paso adelante”. Además de su papel de actriz en la serie, formó parte del grupo “Upa Dance”, con el que publicó un álbum que llegó al número 5 de la lista de álbumes más vendidos en España.
Tras unos años alejada de los focos, decidió retomar su carrera musical formando parte de la orquesta “La Mundial” con la que realizó numerosos conciertos entre 2013 y 2015. A finales de 2015, Elisabeth abandonó temporalmente los escenarios para dedicarse a la maternidad. En 2020, volvió a juntarse con sus compañeras de Bellepop para grabar el tema “We Represent” y su videoclip, con la colaboración de sus ex compañeras de "Popstars" Roser y Mara Barros. Desde primavera 2022, Elisabeth ha vuelto una vez más a los escenarios, esta vez formando parte de FYV Band, realizando versiones de clásicos del pop/rock español e internacional.

## Televisión

### Popstars: todo por un sueño
"Popstars: todo por un sueño" se estrenó en Telecinco durante el verano de 2002. El programa presentado por Jesús Vázquez y co-presentado por Elia Galera se emitió desde el 10 de julio hasta el 3 de octubre de 2002. La finalidad del concurso era formar un grupo compuesto por cinco chicas que grabaría un álbum con Warner Music Group Spain.
Elisabeth Jordan destacó desde el inicio del concurso por ser una de las candidatas con mejores aptitudes artísticas. El jurado del concurso estaba compuesto por la cantante Michelle McCain, Lucas Holten, Jorge Flores,conocido como Dr. Flo.
Elisabeth Jordan y su compañera Marta Mansilla fueron las dos únicas concursantes que jamás fueron nominadas durante el concurso. Elisabeth llegó a la final del concurso junto a seis de sus compañeras y fue votada por el público para formar parte del grupo Bellepop. Elisabeth fue la segunda concursante más votada con un 13,32% de los votos. El 19 de octubre de 2002 se celebró una gala especial en la que se dieron a conocer algunos de los temas que formarían parte del disco de Bellepop.
Estas fueron las canciones interpretadas por Elisabeth durante las galas de "Popstars: todo por un sueño":
| Gala                             | Canción                                                                                           | Compañeras                                           |
| -------------------------------- | ------------------------------------------------------------------------------------------------- | ---------------------------------------------------- |
| 1                                | "Mamma Mia" (ABBA)                                                                                | Junto a Kelly, Beatriz, Nora, Montse y Carmen Miriam |
| 2                                | "Genio Atrapado" (Christina Aguilera)                                                             | Junto a Marta, Lis, Kelly, Noemí y Nora              |
| 3                                | "All That She Wants" (Ace of Base)                                                                | Junto a Davinia, Lis, Beatriz y Montse               |
| 4                                | "¡Dame! ¡Dame! ¡Dame!" (ABBA)                                                                     | Junto a Nora, Beatriz y Mara                         |
| 5                                | "Sellado con un beso" (Jason Donovan)                                                             | Junto a Nora                                         |
| 6                                | "Mujer contra mujer" (Mecano)                                                                     | Junto a Davinia                                      |
| 7                                | "Tal como soy" (Tino Casal)                                                                       | Solista                                              |
| 8                                | "Papa Don’t Preach" (Madonna)                                                                     | Solista                                              |
| 9                                | "Me cuesta tanto olvidarte" (Mecano) "She Works Hard for the Money" (Donna Summer)                | Solista Junto a Carmen Miriam y Mara                 |
| 10                               | "Baby, One More Time" (Britney Spears) “I’m So Excited” (Pointer Sisters)                         | Solista Junto a Mara y Nora                          |
| 11                               | “Free” (Ultra Naté) “Solo es amor” (canción del futuro disco de Bellepop)                         | Solista Junto a Mara y Norma                         |
| Gala especial: Camino a la final | "Tal como soy" (Tino Casal)                                                                       | Solista                                              |
| 12 (final)                       | “Everlasting Love” (Gloria Estefan) "Ain't No Mountain High Enough" (Marvin Gaye & Tammi Terrell) | Solista Junto a Norma                                |
| Gala presentación Bellepop       | “Todo por un sueño” “Chicas al poder” “Mi amor sera para siempre” “Un paraíso” “Solo es amor”     | Interpretadas con el grupo Bellepop                  |

### Un paso adelante
"Un paso adelante" es una serie de televisión española que consta de seis temporadas y un total de 84 episodios. La serie fue emitida por Antena 3 entre enero de 2002 y abril de 2005. 
Elisabeth comenzó su aparición en la serie en el capítulo 10 de la sexta temporada. Elisabeth participó en los episodios 10, 11, 12, 13 y 14, interpretando a Tania, una chica que se había mudado de Murcia a Madrid con el objetivo de matricularse en una academia de peluquería. Tania consiguió un trabajo como empleada de servicios de limpieza en la academia de baile, allí conoció a Cesar (Edu del Prado) y Rober (Miguel Ángel Muñoz), dos alumnos de la academia que descubrieron su talento musical y decidieron invitarla a formar parte de su grupo musical. 
Actualmente todos los episodios de "Un paso adelante" se encuentran disponibles en Netflix España:
Episodios en los que aparece Elisabeth Jordan y fecha de emisión:
| Temporada | Episodio | Título                  | Fecha de emisión    |
| --------- | -------- | ----------------------- | ------------------- |
| 6         | 10       | "Aún nos queda la tele" | 13 de marzo de 2005 |
| 6         | 11       | "Cochino jabalí"        | 20 de marzo de 2005 |
| 6         | 12       | "Que viene el loco"     | 10 de abril de 2005 |
| 6         | 13       | "La letra pequeña"      | 17 de abril de 2005 |
| 6         | 14       | "Hombre al agua"        | 24 de abril de 2005 |

## Carrera musical

### Bellepop
El 19 de octubre de 2002, Telecinco emite una gala especial en la que se dieron a conocer algunos de los temas del disco de Bellepop. Los temas interpretados fueron “Chicas al poder”, “Mi amor será para siempre”, “Un paraíso” y “Solo es amor”, además del clásico himno del programa “Todo por un sueño”.
Inicialmente, se anunció “Chicas al poder” como primer sencillo, pero más tarde, Warner Music Group decidió que el primer sencillo sería “La vida que va”. Bellepop realiza una extensa promoción por diferentes canales de televisión y radio para dar a conocer su primer álbum, el cual salió a la venta el 25 de noviembre de 2002 bajo el título “Chicas al poder”, sin embargo, el álbum no incluyó la canción “Chicas al poder”.
El segundo sencillo del disco fue “Si pides más”, la canción recibió buena crítica por parte de fanes y expertos musicales. En mayo de 2003, se reedita el álbum bajo el título “Chicas al poder. Edición especial” y finalmente se produce la salida de la canción “Chicas al poder” como sencillo. Con motivo de la reedición, se realizan firmas de discos por diferentes ciudades españolas. 
Durante el verano de 2003, Bellepop se embarcó en la famosa gira de conciertos “Zona 40”, compartiendo escenario con otros conocidos artistas del panorama musical español, como Manuel Carrasco o Efecto Mariposa. 
En noviembre de 2003, Bellepop colabora en dos proyectos. El primero la participación en dos temas con Tony Aguilar en su disco “Tony Aguilar Y Amigos – No Están Todos Los Que Son, Sí Son Todos Los Que Están”. Bellepop colabora en el tema grupal “Latido urbano” junto a otros artistas como Chenoa, Natalia, Carlos Baute y El Canto del Loco. Bellepop cuenta con otro tema en el disco junto a Tony Aguilar, llamado “Hacer pensar”. Pocos días después se publica “Ellas & Magia” (Princesas Disney), un DVD en el que Bellepop interpreta el tema “Un mundo ideal”. En el proyecto participan otras artistas como Marta Sánchez, Malu y Pastora Soler.
Bellepop recibe una oferta de Warner Music Group para grabar un segundo disco, sin embargo, las chicas no se mostraron demasiado identificadas con el repertorio de canciones que les ofrecieron y decidieron no seguir adelante. En enero de 2004, Elisabeth Jordan decide abandonar el grupo en busca de otras oportunidades en el mundo de la música. 
En 2019, Bellepop sorprende a sus fanes apareciendo juntas por primera vez tras 15 años. Las chicas se reunieron para una entrevista y sesión de fotos con Outdoor de Telecinco. Las chicas aprovecharon el momento para recordar su andadura por el programa “Popstars. Todo por un sueño” , Bellepop,  y hablar de su vida actual.
Durante la primavera de 2020, coincidiendo con el confinamiento, 23 de las 30 participantes de “Popstars. Todo por un sueño” deciden grabar una nueva versión de “Todo por un sueño”. Tras la buena acogida del proyecto, Bellepop, junto a sus compañeras Roser y Mara, se embarcan en el lanzamiento de un nuevo sencillo: “We Represent”. La canción se convierte en número 1 en Itunes durante el día de su lanzamiento.

### UPA Dance
Con su llegada a la serie de televisión "Un Paso Adelante", Elisabeth Jordan se integró también en la banda UPA Dance junto a Edu del Prado y Miguel Ángel Muñoz, el único que repetía de la exitosa época precedente.
Como sucedió en temporadas anteriores, se lanzó un CD el 14 de marzo de 2005, titulado Contigo, el cual contenía las canciones promocionadas en la serie de televisión. El disco tuvo un buen desempeño en la lista de ventas Promusicae, entrando al número 6 en su primera semana y llegando al 5 la semana siguiente, permaneciendo varios meses en lista. De este disco se extrajeron los singles "Contigo",  "Te extraño" y "Luz, cámara, acción" en el mismo año, el primero de los cuales contó con un videoclip oficial. 
Tanto el grupo como la serie son conocidos en otros países de Europa como Francia e Italia y algunos países de Latinoamérica. El grupo dio varios conciertos para promocionar el disco, pero finalmente se disolvió.

### Otros proyectos

#### La Mundial
Tras una larga ausencia en los escenarios, Elisabeth Jordan vuelve a los escenarios formando parte de la orquesta “La Mundial” en 2013. Durante los años 2013, 2014 y 2015, Elisabeth formó parte de esta prestigiosa orquesta en la cual compartió escenario con su hermano Ivan Jordan entre otros artistas.
El show de “La Mundial” tenía una duración aproximada de cuatro horas. La apretada agenda de la “La Mundial” era de aproximadamente 80 conciertos por temporada. Elisabeth Jordan tuvo la oportunidad de explorar otros estilos musicales, sin abandonar sus raíces pop. 
Entre los temas interpretados por Elisabeth destacan el clásico de las Weather Girls posteriormente versionado por Geri Halliwell “It’s Raining Men”, “Born This Way” de Lady Gaga, “Burlesque” de Christina Aguilera y el dueto junto a su compañera de orquesta Rosa, ambas interpretaban el mix de Celia Cruz que popularizó Jennifer Lopez tras su actuación en los American Music Awards en 2013

##### FYV Band
En marzo del año 2022, Elisabeth Jordan se une a “FYV Band” siendo la única vocalista femenina del grupo. Durante las tres horas de show, la banda ofrece versiones de clásicos del pop/rock español e internacional.
Algunas de las canciones se interpretan a dúo con su compañero de banda: Fran Nortes. Adicionalmente, Elisabeth Jordan canta e interpreta las siguientes canciones como solista durante el show:
- «Cuéntame cómo te ha ido» de Fórmula V
- «Toda la noche en la calle» de Amaral
- «Son mis amigos» de Amaral
- «¡Chas! Y aparezco a tu lado» de Álex & Christina
- «I Want to Break Free» de Queen
- «Barco a Venus» de Mecano
- «Me colé en una fiesta» de Mecano
- Mix «I Will Survive» de Gloria Gaynor / «¿A quién le importa?» de Alaska y Dinarama
- «Highway to Hell» de AC/DC

## Discografía

### Popstars: todo por un sueño
El programa musical Popstars: todo por un sueño, aprovechó para sacar a la venta álbumes de las galas semanales, incluyendo todos los temas interpretados en dichas galas junto a un segundo CD con las versiones en karaoke. Estos álbumes fueron publicados bajo el sello WEA, perteneciente a la compañía Warner Music. Tras el concurso, salió también a la venta un doble CD recopilatorio con las mejores versiones de todo el concurso. En este caso, el sello discográfico fue Dro East West, también filial de Warner Music.

#### Álbumes
| Álbum                                              | Año  | Sello discográfico |
| -------------------------------------------------- | ---- | ------------------ |
| Popstars: todo por un sueño. 1                     | 2002 | WEA                |
| Popstars: todo por un sueño. 2                     | 2002 | WEA                |
| Popstars: todo por un sueño. 3                     | 2002 | WEA                |
| Popstars: todo por un sueño. 4                     | 2002 | WEA                |
| Popstars: todo por un sueño. 5                     | 2002 | WEA                |
| Popstars: todo por un sueño. 6                     | 2002 | WEA                |
| Popstars: todo por un sueño. 7                     | 2002 | WEA                |
| Popstars: todo por un sueño. 8                     | 2002 | WEA                |
| Popstars: todo por un sueño. 9                     | 2002 | WEA                |
| Popstars: todo por un sueño. 10                    | 2002 | WEA                |
| Popstars: todo por un sueño. Camino hacia la final | 2002 | WEA                |
| Popstars: todo por un sueño. La gran final         | 2002 | WEA                |
| Lo mejor de Popstars: todo por un sueño.           | 2002 | Dro East West      |

### Bellepop

#### Álbumes
| Álbum                              | Año  | Sello discográfico | Posición | Ventas  | Certificaciones  | Sencillos                       |
| ---------------------------------- | ---- | ------------------ | -------- | ------- | ---------------- | ------------------------------- |
| Chicas al Poder                    | 2002 | Warner Music Group | 16       | 100.000 | Disco de platino | "La vida que va" "Si pides más" |
| Chicas al Poder (edición especial) | 2003 | Warner Music Group | -        | 100.000 | Disco de platino | "Chicas al poder"               |

#### Sencillos
| Single                                 | Año  | Sello discográfico         | Posición    |
| -------------------------------------- | ---- | -------------------------- | ----------- |
| La vida que va                         | 2002 | Warner Music Group         | -           |
| Si pides más                           | 2002 | Warner Music Group         | -           |
| Chicas al poder                        | 2003 | Warner Music Group         | -           |
| We represent (con Roser y Mara Barros) | 2020 | Barba Records y Sony Music | 1 en iTunes |

#### Colaboraciones
| Canción       | Año  | Album                 | Sello discográfico |
| ------------- | ---- | --------------------- | ------------------ |
| Latido Urbano | 2003 | Tony Aguilar y amigos | Tool Music         |
| Hacer Pensar  | 2003 | Tony Aguilas y amigos | Tool Music         |

### UPA Dance

#### Álbum
| Álbum   | Año  | Sello discográfico | Posición              | Ventas | Certificaciones | Sencillos              |
| ------- | ---- | ------------------ | --------------------- | ------ | --------------- | ---------------------- |
| Contigo | 2005 | Milan Records      | España: 5 Francia: 91 | 40.000 | Disco de oro    | "Contigo" "Te extraño" |

#### Sencillos
| Single     | Año  | Sello discográfico   |
| ---------- | ---- | -------------------- |
| Contigo    | 2005 | Universal/Globomedia |
| Te extraño | 2005 | Globomedia           |